# Фінал кубка африканських націй 2019
Фінал кубка африканських націй 2019 — останній матч на кубку африканських націй з футболу 2019 року, в якому визначався переможець турніру. Гра проходила 19 липня 2019 року на Міжнародному стадіоні в Каїрі, Єгипет. Учасниками матчу стали збірні Сенегалу й Алжиру.
Перемогу у фінальному матчі з рахунком 1:0 здобула алжирська команда, для якої це стало завоюванням другого в історії титулу чемпіонів Африки після тріумфу на  Кубку африканських націй 1990 року.

## Передісторія
Це було першим протистоянням збірних Сенегалу і Алжиру у фіналі Кубку африканських націй, до цього на головному континентальному турнірі команди тричі зустрічалися на групових стадіях і одного разу на стадії півфіналів. При цьому історія очних протистоянь в рамках КАН була на користь алжирців, які мали в активі три перемоги і одну нічию, жодного разу не поступившись команді із Сенегалу. Водночас останні результати команд були на користь сенегальців, які розпочинали турнір на 22-му місці рейтингу ФІФА, вважаючись за цим рейтингом найсильнішою збірною Африки, у той час як Алжир був на загальній 68-й позиції рейтингу (лише 12 місце серед африканських збірних).
Остання на момент фінальної гри зустріч збірних Сенегалу і Алжиру відбулася лише декількома тижнями раніше, оскільки їх турнірні шляхи перетнулися вже на груповому етапі, де обидві команди розпочинали боротьбу на турнірі у групі C, де крім них змагалися збірні Кенії і Танзанії. Цих суперників майбутні фіналісти досить впевнено здолали, а в очній зустрічі мінімальну перемогу з рахунком 1:0, який згодом повторився у фіналі, здобула збірна Алжиру, ставши завдяки цьому переможцем групового змагання, а Сенегал відповідно кваліфікувався до стадії плей-оф з другого місця у групі.
На стадії плей-оф збірна Сенегалу з однаковим мінімальним рахунком 1:0 здолала послідовно Уганду в 1/8 фіналу,  Бенін у чвертьфіналі і Туніс у півфіналі. Причому остання перемога далася сенегальцям доволі складно — вирішальний гол було забито лише у додатковий час (автогол тунісця Дилана Бронна). До того відзначатися могли як одна, так й інша команди, зокрема по ходу гри було призначено два пенальті, однак ані тунісець Ферджані Сассі, ані сенегалець Анрі Севе реалізувати свої одинадцятиметрові удари не змогли.
Алжир боротьбу на стадії плей-оф розпочав упевненіше, в 1/8 фіналу забивши три голи у ворота збірної Гвінеї (3:0). Але вже у чвертьфіналі їм протистояла збірна Кот-д'Івуару, здолати яку майбутнім чемпіонам вдалося лише у післяматчевих пенальті. Останньою ж перешкодою для них на шляху до фіналу була збірна Нігерії, яку у півфінальній грі їм вдалося здолати з рахунком 2:1 завдякі майстерному виконанню штрафного удару Ріядом Марезом на останніх хвилинах гри.

## Шлях до фіналу
| Поз | Команда  | І | В | Н | П | ГЗ | ГП | РГ | О | Кваліфікація            |
| --- | -------- | - | - | - | - | -- | -- | -- | - | ----------------------- |
| 1   | Алжир    | 3 | 3 | 0 | 0 | 6  | 0  | +6 | 9 | Кваліфікація до плей-оф |
| 2   | Сенегал  | 3 | 2 | 0 | 1 | 5  | 1  | +4 | 6 | Кваліфікація до плей-оф |
| 3   | Кенія    | 3 | 1 | 0 | 2 | 3  | 7  | −4 | 3 |                         |
| 4   | Танзанія | 3 | 0 | 0 | 3 | 2  | 8  | −6 | 0 |                         |

| Поз | Команда  | І | В | Н | П | ГЗ | ГП | РГ | О | Кваліфікація            |
| --- | -------- | - | - | - | - | -- | -- | -- | - | ----------------------- |
| 1   | Алжир    | 3 | 3 | 0 | 0 | 6  | 0  | +6 | 9 | Кваліфікація до плей-оф |
| 2   | Сенегал  | 3 | 2 | 0 | 1 | 5  | 1  | +4 | 6 | Кваліфікація до плей-оф |
| 3   | Кенія    | 3 | 1 | 0 | 2 | 3  | 7  | −4 | 3 |                         |
| 4   | Танзанія | 3 | 0 | 0 | 3 | 2  | 8  | −6 | 0 |                         |

## Деталі матчу
| 19 липня 2019 21:00 |

| Сенегал | 0–1      | Алжир         |
| ------- | -------- | ------------- |
|         | Протокол | - Бунеджах 2' |

| Каїрський міжнародний стадіон, Каїр Арбітр: Сіді Аліум (Камерун) |

| Сенегал | Алжир |

| GK               | 23 | Альфред Гоміс     |     |     |
| RB               | 21 | Ламін Гассама     | 80' |     |
| CB               | 12 | Юссуф Сабалі      |     |     |
| CB               | 6  | Саліф Сане        |     |     |
| LB               | 8  | Шейху Куяте (c)   |     |     |
| CM               | 5  | Ідрісса Гує       | 79' |     |
| CM               | 17 | Папа Аліун Н'Діає |     | 59' |
| RW               | 14 | Анрі Севе         |     | 75' |
| AM               | 18 | Ісмаїла Сарр      |     |     |
| LW               | 10 | Садіо Мане        |     |     |
| CF               | 9  | Мбай Ньянг        |     | 85' |
| Заміни:          |    |                   |     |     |
| MF               | 15 | Крепен Діатта     |     | 59' |
| FW               | 19 | Мбає Діань        |     | 75' |
| FW               | 11 | Кейта Бальде      |     | 85' |
| Головний тренер: |    |                   |     |     |
| Алью Сіссе       |    |                   |     |     |

| GK               | 23 | Раїс М'Болі      |       |     |
| RB               | 18 | Мехді Зеффан     |       |     |
| CB               | 21 | Рамі Бенсебаїні  | 33'   |     |
| CB               | 4  | Джамель Бенламрі |       |     |
| LB               | 2  | Аїсса Манді      | 90+2' |     |
| RM               | 7  | Ріяд Марез (c)   |       |     |
| CM               | 10 | Соф'ян Фегулі    |       | 85' |
| CM               | 22 | Ісмаель Беннасер |       |     |
| LM               | 17 | Адлен Ґедіура    | 90+4' |     |
| CF               | 8  | Юсеф Белаїлі     | 54'   | 84' |
| CF               | 9  | Багдад Бунеджах  |       | 89' |
| Заміни:          |    |                  |       |     |
| MF               | 11 | Ясін Брагімі     |       | 84' |
| DF               | 3  | Мехді Тахрат     |       | 85' |
| FW               | 13 | Іслам Слімані    |       | 89' |
| Головний тренер: |    |                  |       |     |
| Джамель Бельмаді |    |                  |       |     |

| Гравець матчу: Раїс М'Болі (Алжир) Помічники арбітра: Еваріст Менкуанде (Камерун) Нгуегуе Елвіс Гі Нупуе (Камерун) Четвертий суддя: Ерік Отого-Кастан (Габон) Резервний помічник арбітра: Валід Ахмед Алі (Судан) Відеоасистент арбітра: Бенуа Мійо (Франція) Помічники відеоасистента: Бакарі Гассама (Гамбія) Закеле Тусі Сівела (ПАР) | Регламент - 90 хвилин основного часу. - 30 хвилин додаткового часу за рівного рахунку після основного часу. - Післяматчеві пенальті за рівного рахунку після додаткового часу. - Максимум три заміни протягом матчу з правом четвертої заміни під час додаткового часу. |